# I Want You (She's So Heavy)
"I Want You (She's So Heavy)" é uma canção da banda de rock inglesa The Beatles, escrita por John Lennon e creditada a Lennon–McCartney. A música fecha o primeiro lado do álbum Abbey Road, de 1969, e conta com Billy Preston tocando órgão. Foi a primeira música gravada para o álbum Abbey Road, mas uma das últimas a ser finalizada; a banda se reuniu no estúdio para mixar a música em 20 de agosto de 1969, marcando a última vez que todos os quatro Beatles estiveram juntos no estúdio.
O destaque da música está no seu final abrupto de três minutos, no qual as guitarras, bateria e ruído branco atingem um volume máximo, criando a impressão de que a música poderia durar indefinidamente. Lennon decidiu encerrar a canção de forma inesperada aos 7 minutos e 44 segundos, sem o fade-out tradicional. Esse final foi uma das últimas contribuições dos Beatles juntos no estúdio, simbolizando o fim das gravações coletivas da banda. Em 2006, a faixa foi remixada para o álbum Love, mantendo o final surpreendente, mas com a adição de elementos de outras músicas dos Beatles, criando uma versão mais experimental.
A gravação de "I Want You (She’s So Heavy)" passou por várias etapas ao longo de 1969, começando com ensaios durante as sessões de Get Back, que se tornaria Let It Be. Inicialmente chamada apenas "I Want You", a faixa foi registrada no Trident Studios em fevereiro de 1969, com Lennon tocando a guitarra solo. Durante as gravações, a música recebeu overdubs, incluindo guitarras sobrepostas, congas de Ringo Starr e o órgão de Billy Preston. Os vocais foram adicionados em agosto, e o título foi alterado para "I Want You (She’s So Heavy)". O processo envolveu várias edições e modificações antes de se tornar a canção final.
Jillian Mapes, do sítio Pitchfork, descreve "I Want You (She's So Heavy)" como uma canção em que Lennon "é anterior à transcendência do heavy metal". Em 2015, Josh Hart e Damian Fanelli, escrevendo para a Guitar World, colocaram-na em 34.º lugar na sua lista das "50 músicas mais pesadas antes do Black Sabbath", e chamaram a faixa de um "rock bluesy" que "pode ter inadvertidamente iniciado o doom metal". Jo Kendall da revista Classic Rock afirma de forma semelhante que "I Want You" antecedeu "a criação do doom rock pelo Black Sabbath em vários meses" e comenta sobre sua "seção de blues latino semelhante a Santana". James Manning, do Time Out London, reconhece a canção como a base do stoner rock. A canção também está presente na trilha sonora do filme Sgt. Pepper's Lonely Hearts Club Band e do filme Across the Universe.

## Antecedentes e composição

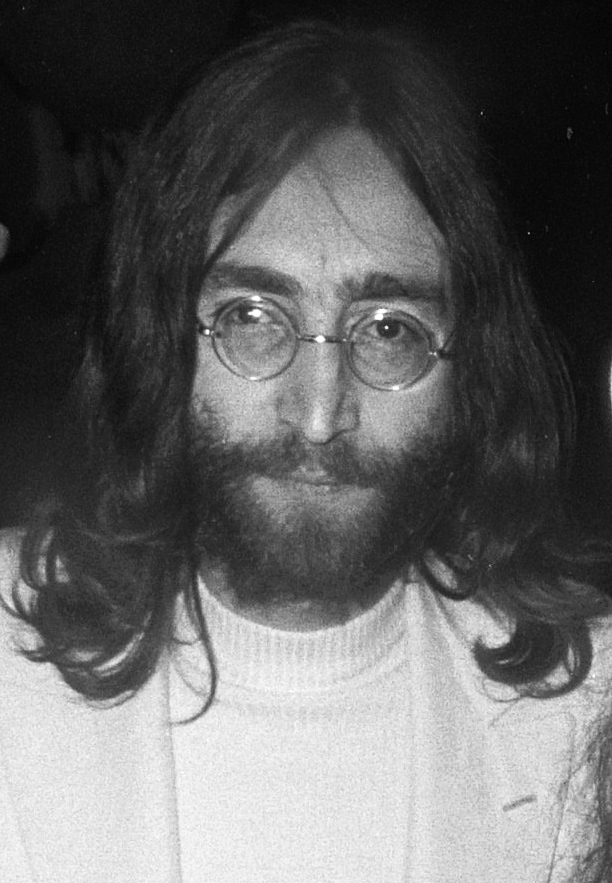
John Lennon, compositor da faixa, em 1969.

Chegando com pouco menos de oito minutos, "I Want You (She’s So Heavy)" também contém algumas das letras mais simples de John Lennon desde os dias de "Love Me Do". Uma manifestação direta de seu amor por Yoko Ono, a música contém apenas 14 palavras diferentes. John Lennon disse em entrevista à revista Rolling Stone: "Um crítico escreveu sobre 'She’s So Heavy': 'Ele parece ter perdido o talento para letras, é tão simples e chato.' 'She’s So Heavy' era sobre Yoko. No final das contas, como ela disse, quando você está se afogando, você não diz: 'Eu ficaria extremamente satisfeito se alguém tivesse a visão de perceber que estou me afogando e viesse me ajudar', você apenas grita. E em 'She’s So Heavy' eu apenas cantei 'Eu quero você, eu quero tanto você, ela é tão pesada, eu quero você', assim". A obsessão das letras se reflete na repetitividade da música. A música contém as mesmas frases tocadas em uma série de variações rítmicas, de andamento e de compasso.
O mais notável, no entanto, é o final de três minutos, apresentando as guitarras overdub de Lennon e George Harrison repetidas em múltiplas faixas muitas vezes sobre o mesmo padrão de acordes implacável, que foi cortado no volume máximo para dar a impressão de que poderia ter durado para sempre. Lennon também usou o gerador de ruído branco de um sintetizador Moog para obter o efeito do vento uivante. O final da música foi mixado com o órgão de "Being for The Benefit Of Mr Kite!" e alguns vocais de "Helter Skelter" no álbum Love de 2006.

## Gravação
A música, inicialmente intitulada apenas como "I Want You", foi ensaiada diversas vezes durante as sessões de  Get Back, que se tornaria Let It Be, sendo a primeira em 29 de janeiro de 1969 na Apple Records. A faixa básica e o guia vocal de Lennon (que é usado no master) foram gravados no Trident Studios em 22 de fevereiro, logo após o término das filmagens do filme Let It Be. Lennon tocou a guitarra solo, como Harrison declarou: "É muito pesado. John toca guitarra solo e canta da mesma forma que toca. É basicamente um pouco como um blues. O riff que ele canta e toca é realmente um tipo de blues muito básico. Mas, novamente, é um tipo de música muito original do tipo John."
Lennon e Harrison fizeram overdubs de guitarras pesadas com várias faixas em 18 de abril de 1969. O órgão Hammond de Billy Preston e as congas de Ringo Starr foram adicionados em 20 de abril de 1969. "I Want You" recebeu os vocais de "She's So Heavy" em 11 de agosto, e assim o título se tornou "I Want You (She's So Heavy)". "'She's So Heavy' era sobre Yoko", disse Lennon à revista Rolling Stone. "Quando você está se afogando, você não diz: 'Eu ficaria incrivelmente feliz se alguém tivesse a visão de perceber que estou me afogando e viesse me ajudar'. Você apenas grita".
Três tomadas de 22 de fevereiro foram editadas em um master (segunda geração), que foi overdublado, mixado em 18 de abril (terceira geração) e overdublado em 18 de abril, 20 de abril, 8 de agosto e 11 de agosto. Diferentes overdubs foram feitos na fita de segunda geração em 8 de agosto. A mixagem é a terceira geração para 4:37 e depois a fita de segunda geração, que tem ruído branco produzido pelo sintetizador Moog tocado por Lennon e bateria adicional adicionada em 8 de agosto. A sessão final de overdub para "I Want You (She's So Heavy)", que incluiu a mixagem e edição final, foi a última vez que todos os quatro Beatles trabalharam juntos no estúdio. O master final durou 8:04, mas Lennon decidiu por um final surpreendente. Durante a edição final com as guitarras, bateria e ruído branco chegando ao clímax infinitamente, ele disse ao engenheiro de gravação Geoff Emerick, que presumiu que ele "faria um fade out", para "cortar ali mesmo" na marca de 7:44, trazendo a música (e o lado um de Abbey Road ) a um fim abrupto.
No álbum de remixes dos Beatles de 2006, Love, a coda de guitarra de três minutos de "I Want You (She's So Heavy)" é anexada a "Being for the Benefit of Mr. Kite!", e trechos dessa música e de "Helter Skelter" são mixados com o riff de guitarra repetido. O final abrupto do original é mantido, mas corta para um ruído branco semelhante ao do vento, não para o silêncio como no original.

## Créditos
Por Ian McDonald:
- John Lennon – vocais principais e harmônicos, guitarra solo,[21] sintetizador Moog
- Paul McCartney – harmonia vocal, baixo
- George Harrison – harmonia vocal, guitarra base
- Ringo Starr – tambores, congas, máquina de vento
- Billy Preston – Órgão Hammond